# Bitter von Raesfeld (Domherr, † 1584)
Bitter von Raesfeld (* im 16. Jahrhundert; † 28. Juli 1584) war Domherr in verschiedenen Bistümern.

## Leben
Bitter von Raesfeld entstammte dem westfälischen Adelsgeschlecht von Raesfeld, aus dem zahlreiche namhafte Persönlichkeiten hervorgegangen sind. Sie gehörten dem katholischen Glauben an. Er war der Sohn des Goswin von Raesfeld und seiner Frau Agnes von Twickel. Am 20. Juni 1568 erließ der Papst einen Befehl, Bitter in den Besitz eines münsterschen Domkanonikats zu bringen. Am 21. August des Jahres erhielt er die Dompräbende des verstorbenen Domherrn Wilhelm Valke und ließ schon fünf Tage später durch einen Bevollmächtigten den Verzicht zu Händen des Päpstlichen Nuntius verkünden. Zu dieser Zeit war Bitter Kanoniker zu St. Lebuin in Deventer. In Münster verzichtete er am 1. Oktober 1569, während der Verzicht in Eichstätt bereits am 8. Juni ausgesprochen wurde. Im Jahre 1571 wurde er wieder in das Domkapitel aufgenommen. Am 3. Februar 1576 war er letztes von fünf Mitgliedern des Geschlechtes von Raesfeld im Domkapitel. Im August 1576 instruierte ihn das Domkapitel zusammen mit Konrad von Westerholt und Johann Schade zu einer Gesandtschaft an Herzog Wilhelm von Kleve-Jülich. Am 20. Juli 1584 machte Bitter sein Testament und bedachte seine Geschwister. Haupterbe sollte sein Bruder Johann sein. Seine Magd und ihre Tochter Katharina, deren Vater er war, wurden ebenso bedacht.